# Дігтярі (селище)
Дігтярі́  (Дехтярка) — селище Прилуцького району Чернігівської області України. Входить до складу Срібнянської селищної громади. До 2017 року було центром селищної ради, якій були підпорядковані села Гнатівка й Іванківці.

## Географія

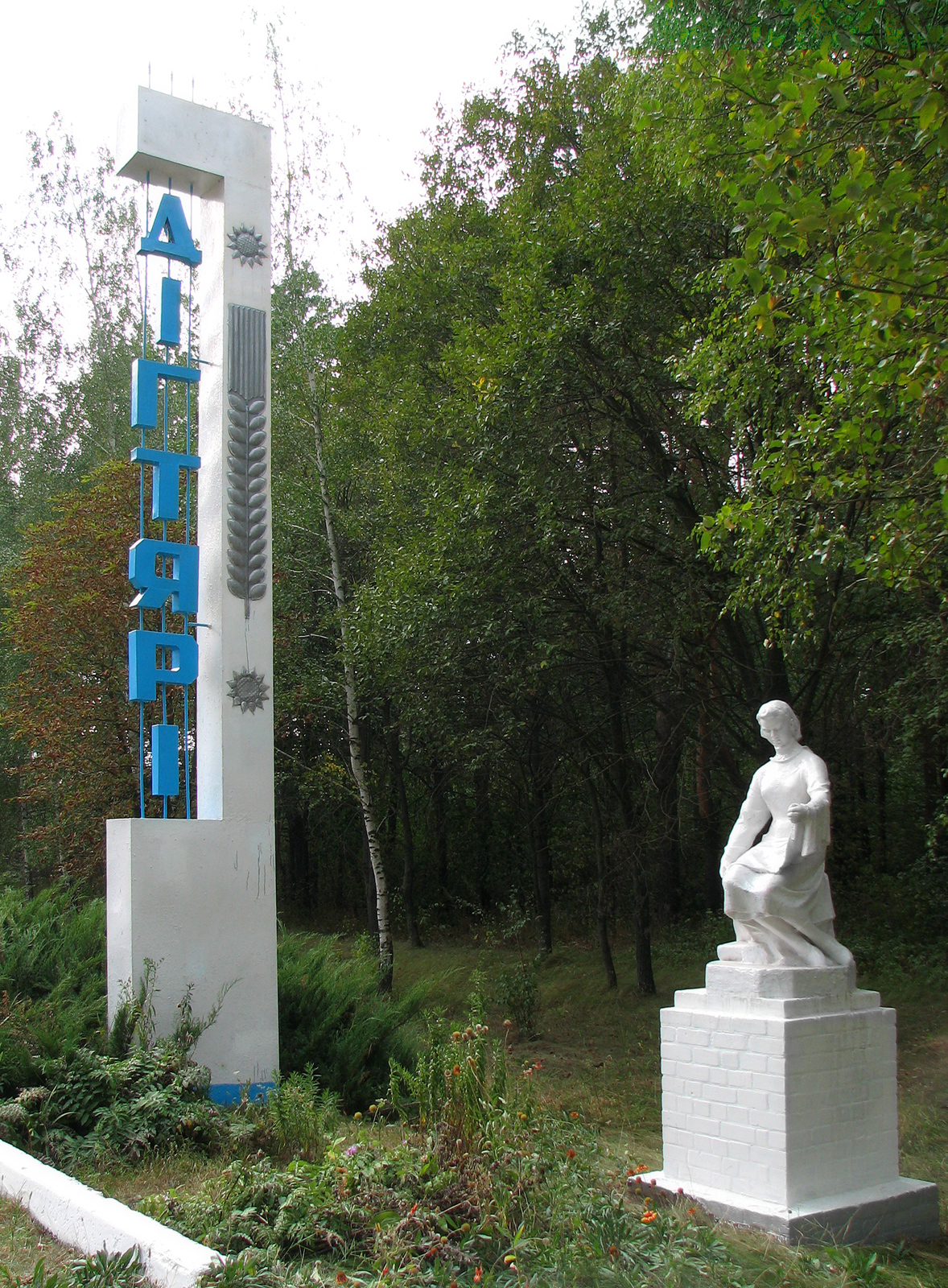
Пам'ятник ткачам на в'їзді в селище.

Розташоване на р. Удаї, при впадінні в неї р. Лисогору, за 20 км від центру громади та за 30 км від залізничної ст. Прилуки.

## Історія
Біля Дігтярів виявлено давньоруське городище та залишки поселення IX—XIII ст.
Село оточене з півдня та сходу болотом, із заходу — річкою. Лише 800 метровий перешийок був зручним виходом. Це місце було досить зручним для укриття від ворогів.
Вперше згадуються 1666 під назвою «Дехтярка». Входили до Варвинської, з 1761-го — до Першоварвинської сотні Прилуцького полку, до Прилуцького пов. (1782—1923), до Срібнянського р-ну Прилуцького округу (1923—1930).
Назва походить від виробництва дьогтю селянами в урочищах Сотницьке і Десятки.

### Гетьманщина
1666 — 2 господарства селян, які «орали на 2-х волах»; козаки не показані. Вільне військове село, «до ратуші Варвинської прислушаюче».
Прилуцький полковник Гнат Ґалаґан 1716 почав скуповувати там селянські та козацькі двори. Так, 1723 р. два козаки Манджуренко та Гриценко дали підписку, що вони не можуть далі відбувати козацької служби, тому продають Галагану землю й самі погоджуються бути посполитими. 1729 з 53 дворів йому належало — 48, під виглядом «слобідки Дегтярової».
1737 село ще значилося вільним; у ньому показано 17 господарств селян, 28 господарств козаків (11 виборних, 17 підпомічників). Поряд з селом названа «слобідка Дегтярова», в якій за Гнатом Ґалаґаном значилося 42 двори селян.
1753 ніякої «слобідки» вже не згадується, а значиться галаганівське село Дігтярі, в якому полковнику Григорію Ґалаґану належало 230 душ селян чоловічої статі. На 1777 р. у селі налічувалося кріпаків 231 чоловік.
1780 — 53 двори (73 хати) селян, що належали колезькому асесору Івану Григоровичу Ґалаґану, 47 дворів (58 хат) козаків, 2 двори (2 хати) козацьких підсусідків.

### Імперський період
1797 наліч. 390 душ чол. статі податкового населення; діяла дерев. Преображенська ц-ва, збудована до 1716.
1823 Дігтярі стали власністю Петра Григоровича Ґалаґана, який 1825—1832 збудував палац з парком. Поміщик запросив відомого в той час архітектора П. А. Дубровського й вченого-садівника І. Є. Бістерфельда. П. Г. Галаган утримував оркестр, створений з кріпаків. На одному з муз. вечорів 1845 в маєтку був присутній Тарас Шевченко. Дігтярівський скрипаль-кріпак Артем став прообразом Тараса Федоровича — героя повісті Тараса Шевченка «Музикант».
1841 замість дерев'яної споруджено муровану церкву. 1859 — 193 двори, 1220 жителів.
Згідно з реформою 1861 в Дігтярях створене Волосне правління тимчасовозобов'язаних селян (1861—1866), якому підпорядковано 3 сільс. громади (524 ревіз. душі). Козаки Дігтярів підлягали Іванківському Волосному правлінню відомства Палати державного майна.
Відпуск селян на волю проводив новий хазяїн Павло Ґалаґан. Цей процес проходив повільно. Зараз у громадянина Кутового зберігається відпускна грамота на ім'я Кутового Павла Самсоновича, датована аж 1865 роком.
Внаслідок проведення реформи 1861 року 455 дігтярівських кріпаків одержали всього 1054 десятини й 71 кв. сажень землі, тобто по 2 десятини 759 кв. сажнів на ревізьку душу, за яку вони мали сплатити 35121 крб. 53 коп. Отже, після скасування кріпосного права економічне становите дігтярівських селян не поліпшилось. Найкраща земля лишилася власністю поміщика. Селянські наділи були значно менші. ніж ті, якими хлібороби користувалися до реформи. До того ж, не було тягла, земля не удобрювалася. Весь час відбувалося подрібнення наділів у зв'язку з виділеннями нових сімей. Все це призводило до того, що селяни розорялись і знову потрапляли в кабалу. Частина з них працювала на сукновальні Ґалаґана.
Після реорганізації волостей Дігтярі 1867 увійшли до Іванківської вол. 2-го стану.
У 1872 році Ґалаґан, не маючи спадкоємців, подарував частину землі Полтавському губернському земству, яке здавало її в оренду місцевим селянам.
1877 в селі — реміснича майстерня земського ремісничого училища (організована Полтавським земством), олійниці, сукновальня, паровий млин, засновані церковнопарафіяльна школа, Дігтярівське ремісниче училище. 132 двори селян-власників, які входили до Галаганівської сільс. громади, 97 дворів козаків, 8 дворів міщан та ін., 256 хат, 1328 ж. ; діяли: ц-ва, церковнопарафіяльна школа, початкове однокласне училище (засн. 1868, у віданні земства з 1872), заїжджий двір, шинок, крамниця, кузня, 4 вітряки, олійниця, базар щоп'ятниці.
Дігтярівське ремісниче училище мало п'ять класів. Офіційно воно було відкрите 29 жовтня 1878 року. Училище мало столярно-токарний, ковальський, слюсарний і модельно-ливарний відділи. При училищі був інтернат на 100 чоловік. Учні, що жили в інтернаті, перебували на повному утриманні закладу. Крім того в училище приймалися також своєкоштні учні і вільні слухачі. Але училище протрималося лише до 1890 року.
1897 засновано Дігтярівську ткацьку школу-майстерню, яка готувала майстрів по виробництву плахт. На 1903 р. в селі числилось понад дві тисячі мешканців. В селі працює сукновальна Галагана, що щорічно виробляє продукції на 10 тис. руб.
Полтавське земство 1902 р. продало через селянський банк переселенцям із с. Галиці Ніжинського повіту 319 десятин землі. Кількість землі, яку можна було орендувати, поступово зменшувалася. Щоб якось прогодуватися й заплатити податки багато селян, особливо молодь, йшли на сезонні роботи в економії Херсонщини, на цукрові плантації Правобережної України, в промислові центри.
Навесні 1906 р. активізувалося селянське беззаконня. Наймит орендаря Фішера Г. Білан спалив паровий млин хазяїна. Запалали клуні заможних селян. Селяни почали самовільну порубку поміщицьких лісів. Волосний урядник і староста не змогли «втихомирити» селян. До Дігтярів прибув загін козаків, які розправилися з «непокірними» шомполами та нагаями. 17 чоловік були заарештовані й відправлені до прилуцької тюрми.
1910 — 265 госп., з них козаків — 118, селян — 126, євреїв — 6, ін. непривілейованих — 11, привілейованих — 4, наліч. 1613 ж., у тому числі 14 теслярів, 8 покрівельників, 13 кравців, 8 шевців, 13 столярів, 4 ковалі, 87 ткачів, 6 візників, 20 поденників, 21 займалися інтелігентними та 178 — ін. неземлеробськими заняттями, все ін. доросле населення займалося землеробством. 1800 дес. придатної землі, паровий млин, парова просорушка та паровий млин з олійницею. Перед Першою світовою війною 16 селянських сімей переселилися до Сибіру. Деякі селяни займалися підсобним промислом — ткацтвом. Вони виготовляли чоловічий та жіночий одяг у національному стилі, а також плахти, скатерті, рушники та ін. Ці вироби продавались на ярмарках у Києві, Полтаві, Чернігові.
Дігтярівська ткаля-майстриня Сисун Пелагея Йосипівна була запрошена до імператриці Марії Федорівни і отримала від неї в нагороду 25 карбованців та грамоту «От императрицы Марии Федоровны за хорошие льняные ткани Пелагее Осиповне Сысун».

### Українська революція 1917—1921 рр.
У червні 1920 р. у селищі був створений комнезам (комітет незаможних селян) в складі 5 чоловік. Вони разом з Радами літом 1920 р. конфіскували у заможних селян і відправили для Червоної Армії 800 пудів хліба, 9 найкращих коней і возів.

### Радянський період (довоєнний)
В 1921 р. в селищі було організоване споживче товариство, яке в 1924 р. об'єднало 145 пайщиків, а в 1925 р. уже 300 пайщиків з них 209 бідняків, 65 середняків та 26 заможних селян.
У 1922 р. відновила роботу Дігтярівська ткацька школа-майстерня. Тут працювало 600, а на початку 1924 р. — уже 1200 кустарів.
У 1922—1923 рр. була відкрита початкова школа, де навчалося 30 учнів, а в наступному році — вже 158. В ній працювали 3 вчителі. Споживче товариство на свої кошти відремонтувало школу, поповнювало бібліотеку літературою, забезпечувало підручниками дітей. Діяли гуртки лікнепу (ліквідації неписьменності). При ткацькій школі-майстерні в 1924 р. було відкрито робітничий клуб. Почала діяти жіноча рада, якою керувала вчителька М. С. Коваленко. Її члени опікувалися дітьми-сиротами.
1924 при школі-майстерні відкрито робітничий клуб з гуртками худож. самодіяльності та лікбезу, створено с-г. товариство (1925), почала діяти (1926) пром. артіль ім. 8 Березня. 1929 організ. перший колгосп, відкрито дитячі ясла (1927), неповну середню школу (1929). 1925 Дігтярі підпорядковані Іванківській сільраді, наліч. 505 дворів, 2376 ж.; 1930 Дігтярі — центр
сільради, 437 дворів, 1997 ж., 1996 — 1500 ж.
Після XV з'їзду ВКП (б) Дігтярівський партосередок закликає селян об'єднуватися в колгоспи. Наприкінці 1929 р. першими вступили в колгосп «Нове життя» комуністи та комнезамівці. Потім в колгосп вступили бідняки та малоземельні. Це була перша добровільна хвиля колективізації. Згодом розпочалася друга — примусова хвиля. Так, на початок березня 1931 р. колгосп уже об'єднував 490 дворів.
Під час організованого радянською владою Голодомору 1932—1933 років померло щонайменше 79 жителів селища.
У 1934 р. від сільгоспартілі «Нове життя» відділився колгосп ім. XVII з'їзду ВКП (б). Обидва господарства мали 2 650 га сільгоспугідь, із них 1 680 га орних земель. Обслуговувала колгосп в Дігтярях Варвинська МТС.
У 1937 р. Артіль «Нове життя» за рішенням колгоспників отримала назву «20-річчя Жовтня» за виконання планів. У 1938 р. працівники зібрали по 29 центнерів зернових з гектара. Господарство стало учасником Всесоюзної сільськогосподарської виставки 1939 р.
Розвивалася артіль ім. 8 Березня. У 1935 р. в її цехах працювало 1 080 осіб. Зразки виробів дігтярівських майстринь експонувалися на виставках у багатьох містах, зокрема в Москві, Києві, Полтаві.

### Радянсько-німецька війна
У червні 1941 р. усі чоловіки, які здатні тримати зброю, були мобілізовані в ряди Червоної Армії. Перед окупацією селища вивезли в східні регіони країни матеріали, цінності, худобу.
17 вересня 1941 р. селище було окуповане гітлерівсько-німецькими військами. Колгоспи були перетворені в так звані общинні господарства. Почались арешти і розстріли. Вже у вересні від рук гітлерівців загинуло 10 жителів, у тому числі голова правління колгоспу М. К. Малиш, колгоспний бригадир Х. М. Бихало, зоотехнік Г. З. Лисенко. 31 житель селища був відправлений в Німеччину на примусові роботи. В районному центрі Срібне 23 лютого 1943 р. гітлерівці в приміщенні школи спалили живими 36 жителів Дігтярів разом з сотнями людей з найближчих сіл.
17-18 вересня бійці 38-ї армії Воронізького фронту під командуванням генерал-лейтенанта М. Є. Чібісова ввійшли до Дігтярів.
На фронтах війни воювали 600 дігтярівців, з них 143 мають ордени та медалі. Кавалером 11 урядових нагород став капітан С. А. Сисуненко, 9 — підполковник Я. М. Рубан. 209 жителів селища загинули в роки війни.
Розорені Дігтярі для обробки 1 680 гектарів угідь мали всього 34 коней і 16 пар волів. Тому довелося використовувати як тяглову силу корів. У жовтні відновила свою роботу артіль ім. 8 Березня. Відкрилися семирічна школа та стаціонарна лікарня.

### Радянський період (повоєнний)
У 1945 р. оголосила набір учнів колгоспна школа, яка спочатку готувала будівельників, а 1948 р. — механізаторів для колгоспу.
У вересні 1950 р. обидві артілі об'єдналися в одну — ім. Жданова. На кінець IV п'ятирічки в Дігтярях працювали 5 млинів, 2 кузні, 2 столярно-теслярські майстерні, олійниця. В основному були ліквідовані наслідки гітлерівської окупації.
У 1950 р. в Дігтярях діяла лікарня на 15 ліжок і амбулаторія. У 1949—1950 навчальному році в семирічній школі навчалося 336 учнів.
У 1959 р. до колгоспу ім. Жданова приєднався колгосп ім. Шевченка с. Гнатівки. Розширене господарство отримало назву «Шлях до комунізму».
Внаслідок політичних потрясінь кінця 80-х — початку 90-х років колгосп «Шлях до комунізму», як і інші сільськогосподарські товариства України, пережив економічну кризу, але залишився «на плаву» завдяки вмілому керівництву М. С. Сергієнка. Нині це СВК «Удай», який забезпечує роботою 162 жителі селища.

## Населення
Населення — переважно українці.

### Чисельність населення
| 1979 | 1989 | 2001 | 2020 | 2022 |
| ---- | ---- | ---- | ---- | ---- |
| 1767 | 1479 | 1339 | 1203 | 1160 |

### Розподіл населення за рідною мовою(2001)
| українська мова | російська |
| --------------- | --------- |
| 98,58 %         | 1,20 %    |

## Тарас Шевченко у Дігтярях
У новому палаці Ґалаґан завів театральну трупу із акторів та музикантів у складі 30 чоловік. Капельмейстра і музикантів він виписував із Німеччини, Австрії. Силами цих артистів для гостей влаштовувалися чудові вечори, які давали втіху господареві та гостям. На одному з таких вечорів довелося бути Тарасу Шевченку у 1845 році. Тарас Шевченко бувна концерті оркестру, в якому грали кріпаки, і звернув увагу на талановитого скрипаля — кріпака Артема Наругу, який, ймовірно, згодом послужив прообразом Тараса Федоровича — героя повісті "Музикант ". Словами свого героя Тарас Шевченко згадував Дігтярі: «Паны там бенкетуют, а мужики голодают. Да еще мало того: в селе, кроме корчмы, что ни улица, то й шинок». Сум охопив поета, коли він побачив убогість селян. Шевченко пішов у село, щоб найняти коней і швидше виїхати звідти, але в селі не знайшлося ні коня, ні воза.

## Садиба Ґалаґана
Збудована 1825—1832 на замовлення Петра Григоровича Ґалаґана (1792—1855) арх. П. А. Дубровським. Панський будинок розміщено на високому лівому березі р. Лисогору, головним західним фасадом у бік парадного в'їзду. На сході та південному сході від парадного двору тер. парку, закладеного за проектом вченого садівника І.ї. Бістерфельда (1826—1831), роботами керував садівник Редель, з 1834 — К. Христіані). На півдні — господарський двір з будівлями, далі церква з дзвіницею (1840, не збереглася). Головний будинок складався з центрального двоповерхового корпусу та двох флігелів на два поверхи, сполучених з ним дугоподібними переходами. Західний фасад мав два ризаліти, між якими на рустованих стовпах стояла колонада з 6 колон тосканського ордеру.
До центру східного фасаду примикав напівкруглий бельведер, обабіч нього з 2-го поверху спускалися сходи, що з'єднувалися на рівні 1-го поверху й вели до парку. Тут 1845 в поміщика П. Г. Галагана гостював Тарас Шевченко.
1876 Г. П. Ґалаґан передав садибу Полтавському губернському земству для влаштування навчального закладу. 1877—1882 перебудована архітектором Ф. М. Вержбицьким для земського ремісничого училища, яке містилося тут 1878-97. Потім використовувалася як школа-майстерня підготовки майстрів плахтово-перебірних виробів, на базі якої 1926 створено художньо-промислову артіль, згодом — Дігтярівська фабрика художніх виробів імені 8 Березня. Частину приміщення з 1943 займали курси механізаторів. Тепер у цьому та інших будинках садиби міститься профтехучилище № 32, яке готує механізаторів с.г., майстрів-плодоовочівників, операторів машинного доїння. У 1951—1955 садибу досліджували архітектори Н. П. Новаківська та ї. Ф. Труш.

## Дігтярівська ткацька школа-майстерня
Заснована 0.05.1898 Полтав. губернським земством у с. Дігтярях в садибі, подарованій відомим українським меценатом Г. П. Ґалаґаном. Заклад готував майстрів ткацтва й килимарства. Майстерня мала інтернат.
1899 відкрито красильню, 1903 — килимовий відділ.
Завідувачка з 1898 — О. І. Віктор-Бєрченко, викладачі: А. М. Миронич, К. В. Марей, Д. 3. Германова.
1918 припинила роботу. 1922 майстерня відновила свою діяльність, була підпорядкована промкооперації. У перший рік роботи тут навчалося 102 учні й працювало 23 інструктори. Обладнання школи-майстерні складалося з 150 верстатів та 12 жаккардових машин. Мала ткацький, килимарський, вишивальний та фарбувальний цехи. Навколо школи згуртувалася велика кількість ткачів з Дігтярів та навколишніх сіл, 1922 їх наліч. бл. 600, 1924—1200.
1926 на базі школи-майстерні відкрито художньо-тех. школу, виробничою базою якої стала організована 1927 пром. артіль ім. 8 Березня (з 1961 — Дігтярівська ф-ка художніх виробів ім. 8 Березня).
За час свого існування школа підготувала багато кваліфікованих фахівців худож. ткацтва — майстрів-інструкторів, художників, технологів.

## Люди
Уродженцями Дігтярів є:
- Дроботько Віктор Григорович (1885—1966) — український мікробіолог та епідеміолог, дійсний член АН УРСР, з 1931 науковий співробітник Інституту Мікробіології ім. Д. Заболотного АН УРСР у Києві, згодом його керівник.
- Коваленко Олексій Григорович (1938) — український мікробіолог.
- Малиш Гафія Ничипорівна (1916—1964) — українська радянська килимарниця.
- Малиш Софія Онисимівна (1914—?) — українська ткаля.
- Сисуненко Віра Архипівна — майстер декоративного мистецтва.
- Сисуненко Параска Павлівна — майстер декоративно-прикладного мистецтва
- Пилипей Леонід Петрович (* 1950) — тренер з легкої атлетики, заслужений працівник фізичної культури і спорту України, доктор наук з фізичного виховання і спорту, професор.
- Скочій Павло Григорович (нар. 1925) — професор, завідувач кафедри неврології Львівського медичного університету (1977—2000).

Закінчив військово-медичний факультет Харківського медичного інституту (1952).
Працював: військовий лікар (1952—1954); лікар станції швидкої допомоги м. Чернігова (1954—1958); невропатолог Чернігівської міської лікарні (1958—1965); завідувач неврологічного відділення радянського шпиталю в м. Константіна, Алжир (1965—1968); ординатор неврологічного відділення Київської обласної лікарні (1968—1969); асистент (1969—1972), доцент (1972—1977), завідувач (1977—2000), професор (від 2000) кафедри неврології Львівського медичного університету.
Кандидат медичних наук (1965), доцент (1973), доктор медичних наук (1976), професор (1979). Заслужений працівник вищої школи УРСР (1986).
Заслужений професор Львівського медичного університету (2005).
Напрями наукових досліджень: вивчення впливу метеорологічних і сезонних чинників на виникнення розладів мозкового та серцевого кровоплину; дослідження діагностичного й прогностичного значення визначення вмісту мікроелементів у лікворі хворих із деякими неврологічними захворюваннями, зокрема, мозковими інсультами; опрацювання питань етіології, патогенезу, епідеміології, диференційної діагностики, клініки й лікування розсіяного склерозу.
Автор близько 400 наукових і навчально-методичних праць, серед них 8 монографій, 2 підручники, а також низки художніх творів — 6 книг віршів, книги спогадів, збірки пісень.
Підготував 15 кандидатів, 2 докторів наук.
Основні праці: Значение некоторых метеорологических факторов в заболевании сосудов сердца и мозга. Врач Дело 1961, № 10; Влияние метеофакторов на возникновение и течение острых нарушений мозгового кровообращения (канд. дис.). Чернігів, 1964; Нарушение минерального гомеостаза в дифференциальной диагностике мозговых инсультов (докт. дис.). Львів, 1975; Нервові хвороби (підручник). Львів, ЛДМУ, 2000 (Ч. 1-2); Пропедевтика нервових хвороб (посібник). Львів, 2005.
Використані матеріали: Медичні кадри 15.02.1990, № 4; Львівський державний медичний інститут. Львів, Словник, 1994: 25, 41, 42, 47, 48, 52, 185, 189—191, 253; Архів ЛНМУ [фото].